# The Confession (web-série)
Pour les articles homonymes, voir The Confession (homonymie).
The Confession est une websérie américaine en dix parties d'environ 5 à 7 minutes créée par Kiefer Sutherland, écrite et dirigée par Brad Mirman, et diffusée entre le 28 mars et le 2 mai 2011 sur le service Hulu.

## Synopsis
À la veille de Noël, un tueur à gages rentre dans une église pour confesser ses péchés à un prêtre. Troublé par la sérénité de sa dernière victime, le tueur va exiger l'absolution du prêtre. Justifiant que toutes ses victimes avaient mérité de mourir, il menace de tuer des victimes "innocentes", s'il n'obtient pas le pardon immédiat.
La construction de chaque épisode s'achève sur son "petit effet cliffhanger" et respecte l'esprit de suspens. Si l'idée n'est pas foncièrement nouvelle (un assassin venant confesser ses crimes auprès d'un prêtre), la principale promesse de "The Confession" trouve néanmoins, à travers l'interprétation de ses deux principaux protagonistes, une rare et réelle intensité. Sur fond de questionnements allant de l'idée même de la foi à celle du repentir, de la culpabilité, ou encore de la frontière du bien et du mal, un tueur à gages (Kiefer Sutherland), dubitatif face à la sérénité éprouvée par sa dernière victime, cherche à comprendre comment un homme comme lui pourrait bien prétendre à l'absolution.
Menaçant un prêtre (John Hurt) d'exécuter des victimes innocentes au sein même de son église s'il ne lui accorde pas le temps nécessaire à sa confession, il commence alors un jeu dangereux, flirtant subtilement entre volonté d'introspection et pure provocation, dont la finalité reste de savoir si, oui ou non, il décidera d'abattre sa prochaine cible, et quelle peut bien être celle-ci. Au fil des mini-épisodes, une succession de flashbacks dévoile progressivement le passé du personnage et éclaire ainsi le web-spectateur sur les circonstances étant à l'origine de cette étonnante joute verbale.

## Accueil
Selon le New York Times, l'émission est « nette et attrayante. La brièveté des épisodes permet aux téléspectateurs de consommer facilement dans des environnements contraints par le temps. Cependant, l'effet global de l'émission ressemble moins au début de quelque chose de nouveau mais plutôt la fin ».

## Distribution
- Kiefer Sutherland : le confessé
- John Hurt : le prêtre
- Max Casella : Eddie (2 épisodes)
- Michael Badalucco : Arty (2 épisodes)
- Daniel London : Jimmy (1 épisode)